# BIG LOVE
『BIG LOVE』（ビッグ・ラヴ）は、斎藤誠の13枚目のオリジナル・アルバム。2022年1月26日に発売。発売元はAvex Management。

## 背景・制作
前作のオリジナル・アルバム『PARADISE SOUL』から8年3か月ぶりに発売された作品。斎藤は、「もはやCDアルバムを制作することが時代的に難しいのは承知している。けれど前作から8年の歳月の中で生まれた曲たちを発表するなら、最初にイメージしたアルバム形式を貫き通したかった。本作が最後の1枚になってもいい」という想いで制作している。
タイトルは、斎藤が憧れた1960年代後半以降のアメリカンポップロックと、ライブに足を運んでくれたファンへのお返しが今回のテーマとなっており、「素直に愛情を表現したら、純愛度100パーセント超の『BIG LOVE』になりました」と公言している。

## リリース
本作は、通常盤と数量限定生産盤の2種類で発売された。数量限定生産盤には、2018年1月3日に日本橋三井ホールで開催されたライブがDVDに収録されている。さらにライブTシャツが付属となる。

## 収録曲

### CD
1. さよならフェロー (3:45)
（作詞・作曲・編曲：斎藤誠）
2. やさしいルールで恋して (4:31)
（作詞・作曲・編曲：斎藤誠）
3. 遠い手紙 (3:59)
（作詞・作曲・編曲：斎藤誠）
4. Thursday Magic (3:26)
（作詞・作曲・編曲：斎藤誠）
5. And I Love You (3:29)
（作詞・作曲・編曲：斎藤誠）
6. なみだのうた (3:38)
（作詞・作曲・編曲：斎藤誠）
7. 涙のMidnight Soul (3:14)
（作詞：桑田佳祐 / 作曲：斎藤誠 / 編曲：斎藤誠・桑田佳祐）
斎藤の大先輩で、自身がサポートメンバーとしても深い関わりを持つ桑田佳祐からの楽曲提供であり、桑田はコーラスでも本楽曲に参加している。桑田は1996年に斎藤が発売した「今僕を泣かせて」でコーラスとスライドギターで参加したことはあるが、今回のように作詞や編曲を務めたのは初である[5]。
歌詞は、共に音楽人生を歩んできた二人の絆を描くように、熟成した大人のちょっと情けなくも愛おしい物語が紡がれている。斎藤はだめ元で桑田にデモ楽曲を送ったが、早い段階で桑田から歌詞が書かれたメールが返ってきたという[5]。
2022年1月8日に放送された桑田のラジオ番組『桑田佳祐のやさしい夜遊び』（TOKYO FM）にて楽曲が初オンエアーされた[5]。
2022年4月1日にはYouTubeにて、ミュージック・ビデオが公開された。内容は斎藤が待ち望んだライブシーンが際立つ映像となっており、バックでの演奏は成田昭彦、深町栄、片山敦夫、角田俊介、河村"カースケ"智康、柳沢二三男が参加している[6]。
8. BIG LOVE(純愛模様) (3:40)
（作詞・作曲・編曲：斎藤誠）
9. Night Game (4:09)
（作詞・作曲・編曲：斎藤誠）
10. Oh! ロックンロール (3:21)
（作詞・作曲・編曲：斎藤誠）
11. Ice Cream Blues (4:29)
（作詞・作曲・編曲：斎藤誠）
12. 荒野のダンステリア (3:42)
（作詞・作曲・編曲：斎藤誠）
13. 聖夜(イヴ)に微笑みを (4:30)
（作詞・作曲・編曲：斎藤誠）

### DVD
- 数量限定生産盤のみ[4]。

1. バースデー
2. It’s A Beautiful Day
3. 或るグレイな恋の場合
4. 荒野のダンステリア
5. Call Me Daddy
6. ゆるして
7. Telephone
8. 愛してるって言って
9. 歯が痛い
10. Don’t Give It Up!
11. 風を抱いて走れ
12. Night Game
13. Oh! キャティー